# Susan Hale
Susan Hale, née le 5 décembre 1833 à Boston et morte le 17 septembre 1910 à Matunuck (Rhode Island), est une écrivaine, artiste-peintre et une voyageuse américaine.

## Biographie
Susan Hale est née le 5 décembre 1833 à Boston. Cadette des huit enfants de Sarah Preston Everett Hale et de Nathan Hale (en), elle est la sœur de Lucretia Peabody Hale (en) et de Edward Everett Hale. Grandissant dans un environnement littéraire et intellectuel, elle étudie avec des tuteurs privés jusqu'à l'âge de seize ans puis assiste à l'école privée de George B. Emerson à Boston.
Elle meurt le 17 septembre 1910 à Matunuck (Rhode Island).

### Œuvres
- Hale, Edward Everett, and Susan Hale. The Story of Spain. Story of the nations. New York: G.P. Putnam's Sons, 1886. googlebooks.com consulté sur 6 octobre 2018